# Красногородский район
Красногоро́дский райо́н — административно-территориальная единица (район) и муниципальное образование (муниципальный район) на юго-западе Псковской области России.
Административный центр — посёлок городского типа (рабочий посёлок) Красногородск.

## География
Район на северо-западе граничит с Пыталовским, на севере — с Островским, на северо-востоке и востоке — с Пушкиногорским, Опочецким, на юге — с Себежским районами Псковской области РФ; на западе — с Карсавским и Циблским краями Латвии.
Площадь 1320 км².
Основная река — Синяя.

## История
Район образован в 1927 году в составе Псковского округа Ленинградской области из числа трёх районов созданных на территории Опочецкого уезда. Район просуществовал до 1932 года и вновь восстановлен в марте 1935 года в составе Калининской области. С 1937 по 1938 год район входил в Опочецкий пограничный округ Калининской области. С 22 августа 1944 года до 2 октября 1957 года входил в Великолукскую область, затем в составе Псковской области. 3 октября 1959 года к Красногородскому району была присоединена часть территории упразднённого Пыталовского района. В 1962 году район вновь был ликвидирован и образован 30 декабря 1966 года.

## Население
| 1959   | 1970    | 1979    | 1989    | 2002  | 2009  | 2010  | 2011  | 2012  |
| ------ | ------- | ------- | ------- | ----- | ----- | ----- | ----- | ----- |
| 17 225 | ↘14 440 | ↘12 390 | ↘11 937 | ↘9800 | ↘8751 | ↘7328 | ↘7313 | ↘7201 |
| 2013   | 2014    | 2015    | 2016    | 2017  | 2018  | 2019  | 2020  | 2021  |
| ↘7060  | ↗7083   | ↗7109   | ↘7066   | ↘6933 | ↘6841 | ↘6692 | ↘6546 | ↘6500 |
| 2023   |         |         |         |       |       |       |       |       |
| ↘6366  |         |         |         |       |       |       |       |       |

По состоянию на 1 января 2021 года из 6366 жителей района в городских условиях (в пгт Красногородск) проживают 55,31 % населения района (или 3521 жителя), в сельских — 44,69 % или 2845 жителей.
К моменту образования района, по переписи 1926 года, в границах того времени проживало 40 362 человека, в районе насчитывалось 944 населённых пункта.
Население района по переписи 2002 года составляла 9800 человек, по переписи 2010 года —  8639 человек, в том числе в городских условиях — 4407 человек.
По итогам переписи населения 2002 года, из 9800 жителей района, русские составили 9457 чел. (96,50 %), украинцы —  95 чел. (0,97 %), белорусы —  80 чел. (0,82 % соотв.), цыгане —  29 чел. (0,30 %), татары —  22 чел. (0,22 %), латыши —  19 чел. (0,19 %), армяне —  18 чел. (0,18 %), другие — 80 чел. (0,82 %), не указали национальность — 0 чел. (0,00 %)
По переписи 2002 года на территории района было 221 сельских населённых пункта, из которых в 29 деревнях население отсутствовало, в 55 деревнях и сёлах жило от 1 до 5 человек, в 49 — от 6 до 10 человек, в 59 — от 11 до 25 человек, в 9 — от 26 до 50 человек, в 6 — от 51 до 100 человек, в 8 — от 101 до 200 человек и в 6 — от 201 до 500 человек.
По переписи 2010 года на территории района было расположено 220 сельских населённых пунктов, из которых в 68 деревнях население отсутствовало, в 77 деревнях и сёлах жило от 1 до 5 человек, в 32-х — от 6 до 10 человек, в 22-х — от 11 до 25 человек, в 6 — от 26 до 50 человек, в 6 — от 51 до 100 человек, в 4-х — от 101 до 200 человек и в 5 — от 201 до 500 человек.
Национальный состав
По итогам переписи населения 2020 года проживали следующие национальности (национальности менее 0,1 % и другое, см. в сноске к строке «Другие»):
| Национальность | Численность, чел. | Доля     |
| -------------- | ----------------- | -------- |
| Русские        | 5611              | 86,32 %  |
| Цыгане         | 45                | 0,69 %   |
| Украинцы       | 30                | 0,46 %   |
| Белорусы       | 25                | 0,38 %   |
| Чуваши         | 8                 | 0,12 %   |
| Другие         | 781               | 12,03 %  |
| Итого          | 6500              | 100,00 % |

## Административное устройство
С апреля 2015 года в Красногородском районе насчитывается 3 муниципальных образования, в том числе 1 городское и 2 сельских поселения:
| № | Муниципальное образование | Статус МО | Административный центр | Количество населённых пунктов | Население | Площадь, км² |
| - | ------------------------- | --------- | ---------------------- | ----------------------------- | --------- | ------------ |
| 1 | Красногородск             | ГП        | пгт Красногородск      | 1                             | ↗3521     | 8,31         |
| 2 | Красногородская волость   | СП        | пгт Красногородск      | 160                           | ↘2299     | 668,61       |

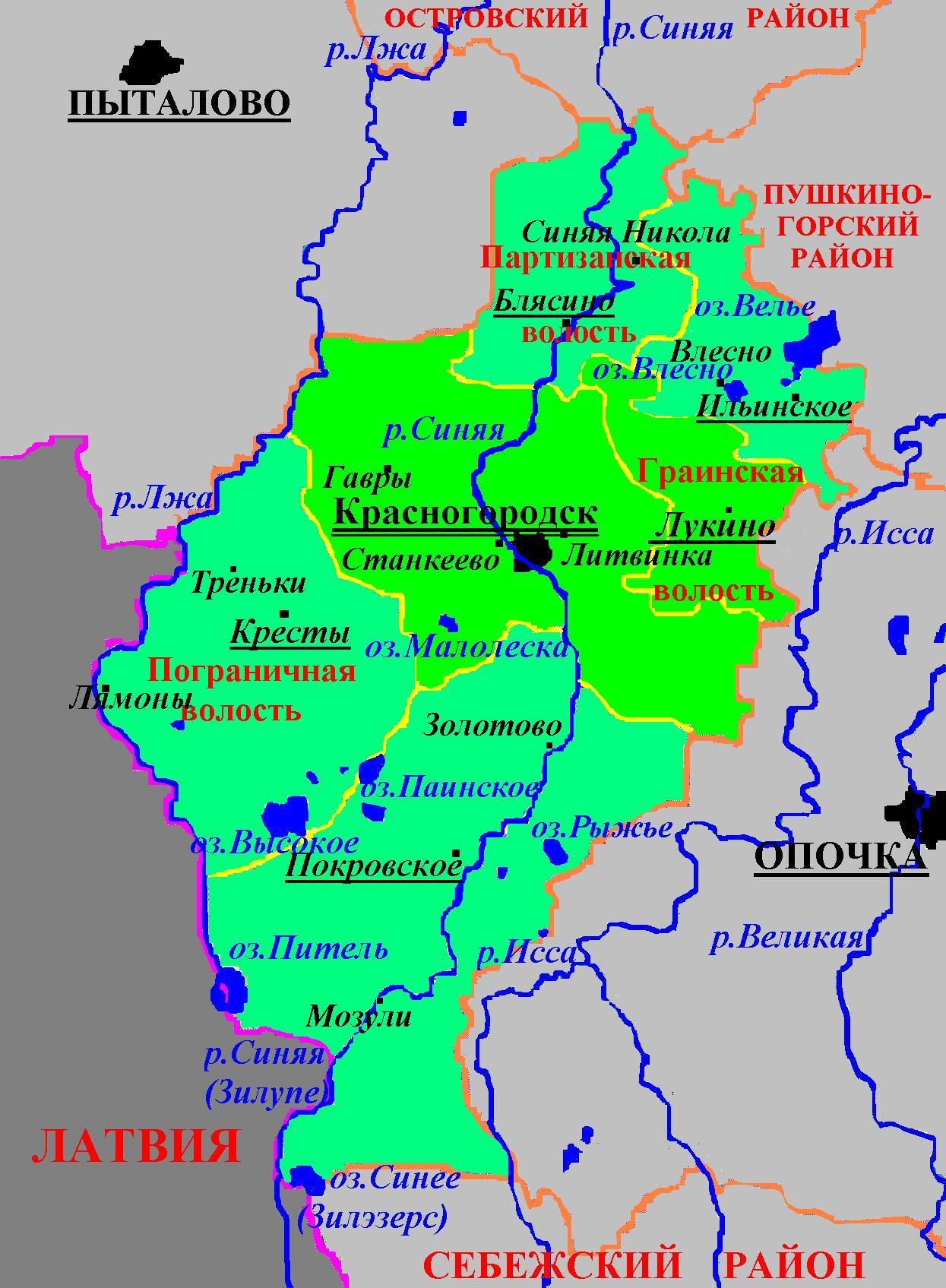
Административное деление Красногородского района в 2005—2010 гг.

| 3 | Пограничная волость       | СП        | деревня Покровское     | 60                            | ↘680      | 643,50       |

### История административного устройства
Постановлением Псковского областного Собрания депутатов от 26 января 1995 года все сельсоветы в Псковской области были переименованы в волости, в том числе все 6 сельсоветов Красногородского района были превращены в 6 волостей.
В составе муниципального района в 2005 году было также выделено 7 муниципальных образований, в том числе 6 сельских поселений (волостей) и  1 городское поселение.
Волости в 1995—2010 гг. (муниципальные образования в 2005—2010 г.)
| № | Муниципальное образование | Статус МО | Административный центр   |
| - | ------------------------- | --------- | ------------------------ |
| 1 | Красногородск             | ГП        | пгт (р.п.) Красногородск |
| 2 | Граинская волость         | СП        | деревня Лукино           |
| 3 | Красногородская волость   | СП        | пгт (р.п.) Красногородск |
| 4 | Пограничная волость       | СП        | деревня Кресты           |
| 5 | Партизанская волость      | СП        | деревня Блясино          |
| 6 | Ильинская волость         | СП        | деревня Ильинское        |
| 7 | Покровская волость        | СП        | деревня Покровское       |

На референдуме 11 октября 2009 год было поддержано объединение ряда волостей: Красногородской и Граинской (д. Лукино), Пограничной (д. Кресты) и Покровской, Ильинской и Партизанской (д. Блясино).

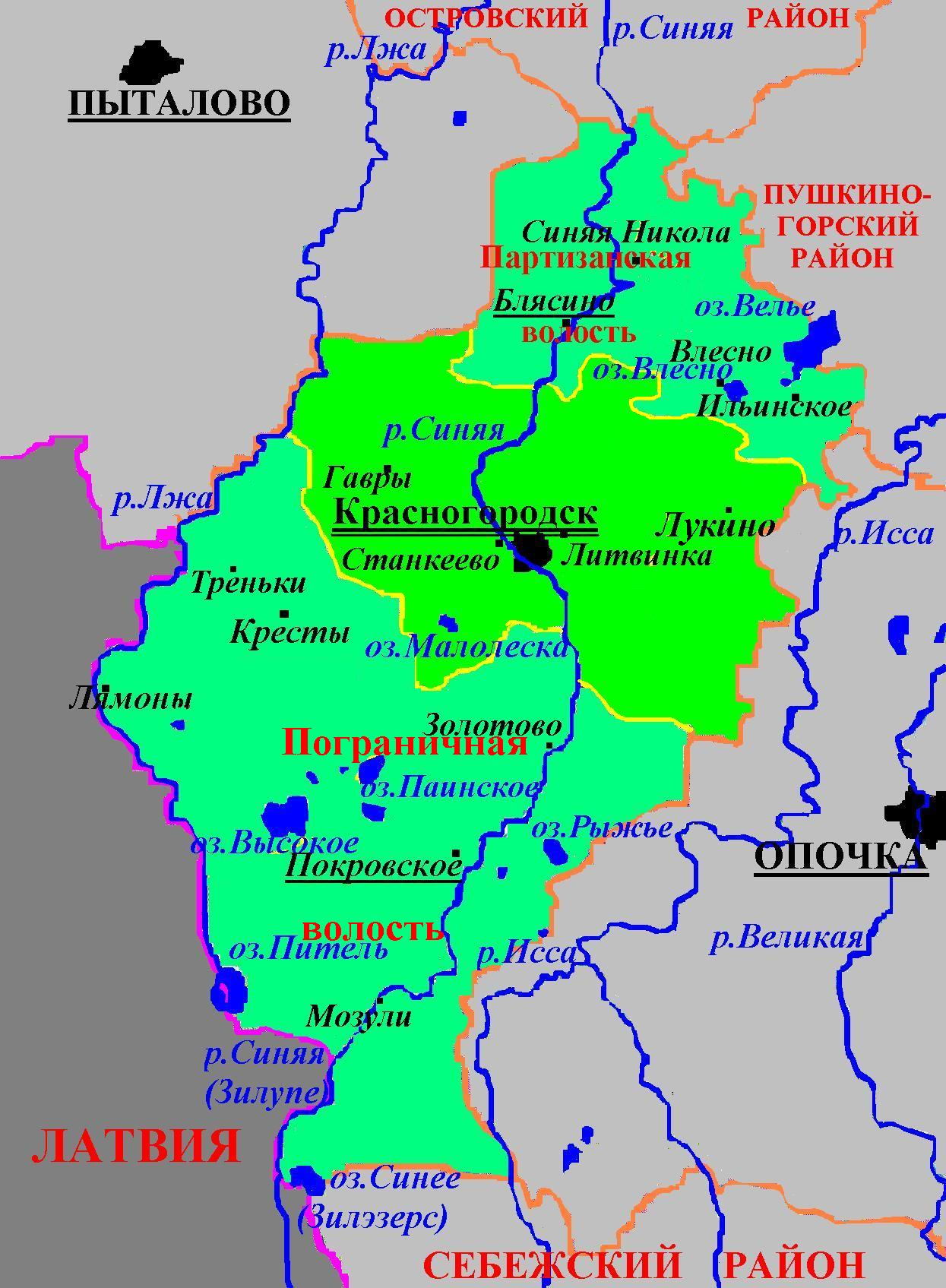
Административное деление Красногородского района в 2010—2015 гг.

Согласно Областному Закону № 984-ОЗ от 03.06.2010 г. и новой редакцией Областного Закона «Об установлении границ и статусе вновь образуемых муниципальных образований на территории Псковской области» на территории района было образовано 4 муниципальных образований: 3 сельских поселения (волостей) и 1 городское поселение.
Так, были объединены Покровская и Пограничная (с ц. в д. Кресты) волости в новообразованную Пограничную волость с центром в д. Покровское; Партизанская (с ц. в д. Блясино)и Ильинская волости — в новообразованную Партизанскую волость с центром в д. Блясино; Красногородская и Граинская волости — в новообразованную Красногородскую волость с центром в пгт Красногородск.
Муниципальные образования в 2010—2015 г.
| № | Муниципальное образование | Статус МО | Административный центр | Количество населённых пунктов | Население | Площадь, км² |
| - | ------------------------- | --------- | ---------------------- | ----------------------------- | --------- | ------------ |
| 1 | Красногородск             | ГП        | пгт Красногородск      | 1                             | 3729      | 8,31         |
| 2 | Красногородская волость   | СП        | пгт Красногородск      | 90                            | 1817      | 402,94       |
| 3 | Пограничная волость       | СП        | деревня Покровское     | 60                            | 792       | 643,50       |
| 4 | Партизанская волость      | СП        | деревня Блясино        | 70                            | 771       | 265,67       |

Согласно Закону Псковской области от 30 марта 2015 года № 1508-ОЗ «О преобразовании муниципальных образований» Партизанская и Красногородская волости были объединены в новое сельское поселение «Красногородская волость» с административным центром в Красногородске.

## Населённые пункты
В Красногородском районе 221 населённый:
| №   | Населённый пункт | Тип                                     | Население | Муниципальное образование         |
| --- | ---------------- | --------------------------------------- | --------- | --------------------------------- |
| 1   | Авдоши           | деревня                                 | ↘1        | Красногородская волость           |
| 2   | Агарышево        | деревня                                 | ↘23       | Пограничная волость               |
| 3   | Агафоново        | деревня                                 | ↘0        | Красногородская волость           |
| 4   | Александрово     | деревня                                 | ↘12       | Пограничная волость               |
| 5   | Алексино         | деревня                                 | ↗10       | Красногородская волость           |
| 6   | Артамоны         | деревня                                 | ↘0        | Красногородская волость           |
| 7   | Асипихино        | деревня                                 | ↘10       | Красногородская волость           |
| 8   | Астахново        | деревня                                 | ↘0        | Красногородская волость           |
| 9   | Астицы           | деревня                                 | ↘2        | Красногородская волость           |
| 10  | Бабинкино        | деревня                                 | ↗13       | Красногородская волость           |
| 11  | Бараново         | деревня                                 | →0        | Красногородская волость           |
| 12  | Бараны           | деревня                                 | ↘10       | Пограничная волость               |
| 13  | Барашкино        | деревня                                 | ↘2        | Красногородская волость           |
| 14  | Барашково        | деревня                                 | ↘16       | Пограничная волость               |
| 15  | Барбашино        | деревня                                 | →0        | Красногородская волость           |
| 16  | Батутино         | деревня                                 | →0        | Красногородская волость           |
| 17  | Бельково         | деревня                                 | ↘0        | Красногородская волость           |
| 18  | Беляи            | деревня                                 | ↘2        | Красногородская волость           |
| 19  | Бережани         | деревня                                 | ↘2        | Красногородская волость           |
| 20  | Березавец        | деревня                                 | →0        | Пограничная волость               |
| 21  | Березница        | деревня                                 | ↘4        | Пограничная волость               |
| 22  | Бличино          | деревня                                 | ↘5        | Пограничная волость               |
| 23  | Блясино          | деревня                                 | ↘206      | Красногородская волость           |
| 24  | Богородицкое     | деревня                                 | ↘0        | Пограничная волость               |
| 25  | Бодренки         | деревня                                 | ↘1        | Красногородская волость           |
| 26  | Борисово         | деревня                                 | ↘0        | Красногородская волость           |
| 27  | Братниково       | деревня                                 | →0        | Пограничная волость               |
| 28  | Бриданово        | деревня                                 | ↘3        | Пограничная волость               |
| 29  | Бухарица         | деревня                                 | ↘2        | Красногородская волость           |
| 30  | Вершино          | деревня                                 | ↘0        | Красногородская волость           |
| 31  | Веселово         | деревня                                 | ↘3        | Пограничная волость               |
| 32  | Винокурово       | деревня                                 | →0        | Красногородская волость           |
| 33  | Влесно           | деревня                                 | ↘92       | Красногородская волость           |
| 34  | Войтехи          | деревня                                 | ↘0        | Красногородская волость           |
| 35  | Волково          | деревня                                 | ↘1        | Красногородская волость           |
| 36  | Вярьмово         | деревня                                 | ↘8        | Пограничная волость               |
| 37  | Габоны           | деревня                                 | ↘8        | Красногородская волость           |
| 38  | Габоны           | деревня                                 | ↘0        | Пограничная волость               |
| 39  | Гавры            | деревня                                 | ↘38       | Красногородская волость           |
| 40  | Ганьково         | деревня                                 | ↗29       | Пограничная волость               |
| 41  | Глухари          | деревня                                 | ↘0        | Красногородская волость           |
| 42  | Голубово         | деревня                                 | ↘39       | Красногородская волость           |
| 43  | Горбуново        | деревня                                 | ↘5        | Красногородская волость           |
| 44  | Горенки          | деревня                                 | ↘4        | Красногородская волость           |
| 45  | Горки            | деревня                                 | ↘12       | Красногородская волость           |
| 46  | Гришани          | деревня                                 | ↘0        | Красногородская волость           |
| 47  | Гришково         | деревня                                 | ↘5        | Красногородская волость           |
| 48  | Грозново         | деревня                                 | ↘3        | Красногородская волость           |
| 49  | Данилкино        | деревня                                 | ↘0        | Красногородская волость           |
| 50  | Демидово         | деревня                                 | →0        | Красногородская волость           |
| 51  | Десяцкие         | деревня                                 | →0        | Красногородская волость           |
| 52  | Долги            | деревня                                 | ↘10       | Красногородская волость           |
| 53  | Дорохи           | деревня                                 | ↘55       | Красногородская волость           |
| 54  | Друи             | деревня                                 | →0        | Красногородская волость           |
| 55  | Дымово           | деревня                                 | →0        | Пограничная волость               |
| 56  | Дятлово          | деревня                                 | ↘0        | Красногородская волость           |
| 57  | Езупы            | деревня                                 | ↘5        | Красногородская волость           |
| 58  | Ершово           | деревня                                 | ↘2        | Красногородская волость           |
| 59  | Жагорево         | деревня                                 | →0        | Красногородская волость           |
| 60  | Жеребино         | деревня                                 | ↘21       | Пограничная волость               |
| 61  | Зайцы            | деревня                                 | ↘9        | Красногородская волость           |
| 62  | Залужье          | деревня                                 | ↗21       | Красногородская волость           |
| 63  | Заречье          | деревня                                 | ↘0        | Красногородская волость           |
| 64  | Зеркули          | деревня                                 | ↘15       | Красногородская волость           |
| 65  | Золотово         | деревня                                 | ↘112      | Пограничная волость               |
| 66  | Зубы             | деревня                                 | ↘8        | Красногородская волость           |
| 67  | Зуево            | деревня                                 | ↘1        | Красногородская волость           |
| 68  | Зуево            | деревня                                 | ↘3        | Красногородская волость           |
| 69  | Иванцево         | деревня                                 | ↘7        | Красногородская волость           |
| 70  | Ильинское        | деревня                                 | ↘201      | Красногородская волость           |
| 71  | Ионики           | деревня                                 | ↘7        | Пограничная волость               |
| 72  | Исаево           | деревня                                 | ↘9        | Красногородская волость           |
| 73  | Кашево           | деревня                                 | ↘17       | Пограничная волость               |
| 74  | Кашино           | деревня                                 | ↘2        | Красногородская волость           |
| 75  | Килино           | деревня                                 | →0        | Красногородская волость           |
| 76  | Клюки            | деревня                                 | →1        | Красногородская волость           |
| 77  | Ключки           | деревня                                 | ↘1        | Пограничная волость               |
| 78  | Кожуры           | деревня                                 | ↘0        | Красногородская волость           |
| 79  | Колтырево        | деревня                                 | ↘4        | Красногородская волость           |
| 80  | Котяги           | деревня                                 | ↘1        | Красногородская волость           |
| 81  | Красногородск    | рабочий посёлок, административный центр | ↗3521     | Городское поселение Красногородск |
| 82  | Креневка         | деревня                                 | ↘1        | Пограничная волость               |
| 83  | Крестовка        | деревня                                 | ↘6        | Красногородская волость           |
| 84  | Кресты           | деревня                                 | ↘164      | Пограничная волость               |
| 85  | Кривино          | деревня                                 | →1        | Пограничная волость               |
| 86  | Кривины          | деревня                                 | ↘4        | Пограничная волость               |
| 87  | Кривошляпы       | деревня                                 | →7        | Красногородская волость           |
| 88  | Кузнецы          | деревня                                 | ↘2        | Красногородская волость           |
| 89  | Кумордино        | деревня                                 | ↘3        | Красногородская волость           |
| 90  | Кунгово          | деревня                                 | ↗10       | Пограничная волость               |
| 91  | Куницино         | деревня                                 | ↘0        | Красногородская волость           |
| 92  | Куртины          | деревня                                 | →0        | Красногородская волость           |
| 93  | Курцево          | деревня                                 | ↘14       | Красногородская волость           |
| 94  | Кучелеево        | деревня                                 | ↘0        | Красногородская волость           |
| 95  | Литвинка         | деревня                                 | ↘205      | Красногородская волость           |
| 96  | Ломы             | деревня                                 | ↘5        | Красногородская волость           |
| 97  | Лопатчиха        | деревня                                 | →5        | Красногородская волость           |
| 98  | Лоси             | деревня                                 | ↘8        | Красногородская волость           |
| 99  | Лоскутино        | деревня                                 | ↘8        | Красногородская волость           |
| 100 | Луги             | деревня                                 | ↘5        | Пограничная волость               |
| 101 | Лукино           | деревня                                 | ↘67       | Красногородская волость           |
| 102 | Лутково          | деревня                                 | ↘0        | Красногородская волость           |
| 103 | Лыкорево         | деревня                                 | ↘0        | Красногородская волость           |
| 104 | Люмжево          | деревня                                 | ↘1        | Пограничная волость               |
| 105 | Лямоны           | деревня                                 | ↘4        | Красногородская волость           |
| 106 | Лямоны           | деревня                                 | ↘0        | Красногородская волость           |
| 107 | Лямоны           | деревня                                 | ↘16       | Пограничная волость               |
| 108 | Лятовка          | деревня                                 | ↘2        | Красногородская волость           |
| 109 | Маковейково      | деревня                                 | →1        | Красногородская волость           |
| 110 | Максины          | деревня                                 | ↘8        | Красногородская волость           |
| 111 | Малиновка        | деревня                                 | →2        | Пограничная волость               |
| 112 | Мамоны           | деревня                                 | ↘2        | Красногородская волость           |
| 113 | Матвеенки        | деревня                                 | ↘0        | Красногородская волость           |
| 114 | Межупры          | деревня                                 | ↘3        | Пограничная волость               |
| 115 | Мекшино          | деревня                                 | →0        | Пограничная волость               |
| 116 | Мехово           | деревня                                 | ↘15       | Красногородская волость           |
| 117 | Мехово           | деревня                                 | ↘9        | Красногородская волость           |
| 118 | Мильцево         | деревня                                 | ↘0        | Пограничная волость               |
| 119 | Минино           | деревня                                 | ↘15       | Пограничная волость               |
| 120 | Мителевка        | деревня                                 | →0        | Пограничная волость               |
| 121 | Мицкеево         | деревня                                 | ↗15       | Красногородская волость           |
| 122 | Могильники       | деревня                                 | ↘4        | Красногородская волость           |
| 123 | Мозули           | деревня                                 | ↘17       | Пограничная волость               |
| 124 | Мокрица          | деревня                                 | →0        | Красногородская волость           |
| 125 | Морозово         | деревня                                 | ↘19       | Красногородская волость           |
| 126 | Морозово         | деревня                                 | ↘4        | Красногородская волость           |
| 127 | Мулдово          | деревня                                 | ↘4        | Красногородская волость           |
| 128 | Мутолевка        | деревня                                 | →0        | Пограничная волость               |
| 129 | Мыза             | деревня                                 | ↘288      | Красногородская волость           |
| 130 | Мыза             | деревня                                 | ↘3        | Пограничная волость               |
| 131 | Мышенково        | деревня                                 | →0        | Красногородская волость           |
| 132 | Мышково          | деревня                                 | ↘4        | Пограничная волость               |
| 133 | Нивки            | деревня                                 | ↘1        | Пограничная волость               |
| 134 | Никулино         | деревня                                 | ↘3        | Красногородская волость           |
| 135 | Новолок          | деревня                                 | ↘16       | Красногородская волость           |
| 136 | Ночево           | деревня                                 | ↘138      | Красногородская волость           |
| 137 | Оборино          | деревня                                 | ↘5        | Красногородская волость           |
| 138 | Овсянки          | деревня                                 | ↘7        | Пограничная волость               |
| 139 | Олисово          | деревня                                 | →0        | Красногородская волость           |
| 140 | Остроглядово     | деревня                                 | ↘0        | Красногородская волость           |
| 141 | Остропяты        | деревня                                 | →8        | Красногородская волость           |
| 142 | Перлица          | деревня                                 | ↘5        | Красногородская волость           |
| 143 | Петрухново       | деревня                                 | →0        | Красногородская волость           |
| 144 | Пидели           | деревня                                 | ↘4        | Красногородская волость           |
| 145 | Пиково           | деревня                                 | ↘0        | Пограничная волость               |
| 146 | Платишино        | деревня                                 | ↘91       | Красногородская волость           |
| 147 | Плешивка         | деревня                                 | ↗2        | Пограничная волость               |
| 148 | Поварово         | деревня                                 | →0        | Красногородская волость           |
| 149 | Подвишенка       | деревня                                 | ↘1        | Красногородская волость           |
| 150 | Поддубно         | деревня                                 | ↘0        | Красногородская волость           |
| 151 | Подсадница       | деревня                                 | ↘5        | Красногородская волость           |
| 152 | Поинье           | деревня                                 | ↘6        | Пограничная волость               |
| 153 | Покровское       | деревня                                 | ↘153      | Пограничная волость               |
| 154 | Поляково         | деревня                                 | ↘0        | Пограничная волость               |
| 155 | Поршино          | деревня                                 | ↘5        | Красногородская волость           |
| 156 | Посинье          | деревня                                 | ↘12       | Красногородская волость           |
| 157 | Пушмачи          | деревня                                 | ↘7        | Пограничная волость               |
| 158 | Пушмачи          | деревня                                 | →0        | Пограничная волость               |
| 159 | Равгово          | деревня                                 | ↘10       | Красногородская волость           |
| 160 | Развалово        | деревня                                 | ↘0        | Красногородская волость           |
| 161 | Растворы         | деревня                                 | ↘0        | Пограничная волость               |
| 162 | Рогали           | деревня                                 | ↘2        | Красногородская волость           |
| 163 | Рогаткино        | деревня                                 | ↘17       | Пограничная волость               |
| 164 | Рогозки          | деревня                                 | ↘8        | Красногородская волость           |
| 165 | Ромослы          | деревня                                 | ↘0        | Красногородская волость           |
| 166 | Рудиновка        | деревня                                 | ↘6        | Пограничная волость               |
| 167 | Рушково          | деревня                                 | ↘0        | Пограничная волость               |
| 168 | Рыбаки           | деревня                                 | ↗15       | Красногородская волость           |
| 169 | Рыжково          | деревня                                 | ↘2        | Красногородская волость           |
| 170 | Рынжево          | деревня                                 | →5        | Пограничная волость               |
| 171 | Рябы             | деревня                                 | ↘46       | Красногородская волость           |
| 172 | Сакулино         | деревня                                 | ↘6        | Красногородская волость           |
| 173 | Саурово          | деревня                                 | ↘424      | Красногородская волость           |
| 174 | Саутки           | деревня                                 | →1        | Красногородская волость           |
| 175 | Сафоново         | деревня                                 | ↘2        | Красногородская волость           |
| 176 | Свербалово       | деревня                                 | →0        | Красногородская волость           |
| 177 | Серебренниково   | деревня                                 | ↘3        | Красногородская волость           |
| 178 | Сидорово         | деревня                                 | ↘9        | Красногородская волость           |
| 179 | Сидоры           | деревня                                 | →0        | Красногородская волость           |
| 180 | Синицы           | деревня                                 | ↘0        | Красногородская волость           |
| 181 | Синяя Никола     | деревня                                 | ↘50       | Красногородская волость           |
| 182 | Скоково          | деревня                                 | →0        | Красногородская волость           |
| 183 | Смехино          | деревня                                 | ↘0        | Красногородская волость           |
| 184 | Собольцово       | деревня                                 | ↘5        | Красногородская волость           |
| 185 | Сорокино         | деревня                                 | ↘0        | Красногородская волость           |
| 186 | Соснивица        | деревня                                 | ↘0        | Красногородская волость           |
| 187 | Станкеево        | деревня                                 | ↘91       | Красногородская волость           |
| 188 | Столбово         | деревня                                 | →8        | Красногородская волость           |
| 189 | Сукино           | деревня                                 | →2        | Красногородская волость           |
| 190 | Сусаны           | деревня                                 | ↘3        | Красногородская волость           |
| 191 | Татарино         | деревня                                 | ↘4        | Пограничная волость               |
| 192 | Тимохи           | деревня                                 | ↘0        | Красногородская волость           |
| 193 | Тишково          | деревня                                 | ↘0        | Красногородская волость           |
| 194 | Треньки          | деревня                                 | ↘96       | Пограничная волость               |
| 195 | Трешуты          | деревня                                 | ↘5        | Красногородская волость           |
| 196 | Трешуты          | деревня                                 | ↘5        | Красногородская волость           |
| 197 | Трибесово        | деревня                                 | ↗23       | Пограничная волость               |
| 198 | Троитчина        | деревня                                 | ↘0        | Красногородская волость           |
| 199 | Троши            | деревня                                 | ↘1        | Красногородская волость           |
| 200 | Тупичино         | деревня                                 | ↘8        | Пограничная волость               |
| 201 | Узелы            | деревня                                 | ↘0        | Красногородская волость           |
| 202 | Усово            | деревня                                 | ↘9        | Красногородская волость           |
| 203 | Федотково        | деревня                                 | ↘3        | Красногородская волость           |
| 204 | Филелеево        | деревня                                 | ↘0        | Красногородская волость           |
| 205 | Хабарово         | деревня                                 | →0        | Красногородская волость           |
| 206 | Храмеево         | деревня                                 | ↘0        | Красногородская волость           |
| 207 | Цыбино           | деревня                                 | ↘5        | Красногородская волость           |
| 208 | Челаново         | деревня                                 | ↘5        | Пограничная волость               |
| 209 | Чурово           | деревня                                 | ↘4        | Пограничная волость               |
| 210 | Шаршановка       | деревня                                 | ↘0        | Пограничная волость               |
| 211 | Шахово           | деревня                                 | ↘4        | Красногородская волость           |
| 212 | Шеломово         | деревня                                 | →0        | Красногородская волость           |
| 213 | Шилово           | деревня                                 | ↘2        | Красногородская волость           |
| 214 | Ширяево          | деревня                                 | ↘1        | Пограничная волость               |
| 215 | Шумилы           | деревня                                 | ↘15       | Красногородская волость           |
| 216 | Шутово           | деревня                                 | ↘6        | Красногородская волость           |
| 217 | Юренково         | деревня                                 | ↘1        | Красногородская волость           |
| 218 | Якушово          | деревня                                 | ↘34       | Красногородская волость           |
| 219 | Ярусово          | деревня                                 | ↘6        | Красногородская волость           |
| 220 | Яхново           | деревня                                 | ↘0        | Красногородская волость           |
| 221 | Яшково           | деревня                                 | ↘2        | Красногородская волость           |

## Политика

### Местное самоуправление
Структуру органов местного самоуправления Красногородского района образуют:
- Глава Красногородского района является высшим должностным лицом района и возглавляет Администрацию района, избирается путём всеобщего, равного, прямого, тайного голосования сроком на пять лет. С 2012 года Главой Красногородского района является Понизовская Валентина Владимировна, Глава Красногородского района, член президиума псковского регионального отделения партии «Единая Россия»[31].
- Администрация Красногородского района осуществляет исполнительно-распорядительные полномочия, состоит из Главы района и его заместителей, органов и структурных подразделений администрации.
- Собрание депутатов Красногородского района состоит из пятнадцати депутатов, избираемых сроком на пять лет. В результате последних выборов Председателем Собрания депутатов стала Кочешкова Юлия Николаевна[32].

### Партии
Секретарь политсовета Красногородского районного отделения партии «Единая Россия» Руководитель исполнительного комитета партии Единая Россия Егорова Татьяна Борисовна работает начальником отдела администрации по правовым вопросам.

## Транспорт
Красногородский район имеет только автобусное сообщение. Прямые рейсы из центра поселка осуществляются в Санкт-Петербург, Псков, Опочку, Пыталово, а также несколько местных маршрутов внутри района.

## Культура
На правом берегу реки Синей в поселке расположен дом культуры, который регулярно организовывает культурно-массовые мероприятия, празднования и народные гуляния.

## Достопримечательности
- Городище (Вал) на берегу реки Синей
- посёлок Красногородск: остаток крепости Красный городец — памятник археологии XV—XVII веков; Никольская церковь (1806)
- В районе деревни Лятовка — могильник (2-е тысячелетие до н. э.).
- Усадьба Пещурова А. Н., Опочецкого уездного предводителя дворянства; дяди А. М. Горчакова, д. Лямоны

## Известные люди
- Алексеев, Никандр Алексеевич (1891—1963) — российский и советский писатель, поэт.
- Семёнова, Валентина Петровна (род. 1952) — двукратная чемпионка мира и шестикратная чемпионка СССР по академической гребле.
- Соловьёв, Георгий Матвеевич (1895—1981) — советский военный деятель, генерал-майор (1943 год).